# Socjalistyczna Partia Lewicy
Socjalistyczna Partia Lewicy (niem. Sozialistische LinksPartei) – socjalistyczna i trockistowska partia polityczna w Austrii, założona w 2000 roku.
Liderem partii jest Sonja Grusch. Partia publikuje Vorwärts.
W wyborach parlamentarnych w 2002 roku partia uzyskała 3 906 głosów (0.08%). Ale partii nie udało się zdobyć żadnego mandatu w parlamencie.
Partia jest sekcją Komitetu na rzecz Międzynarodówki Robotniczej.
Partia uczestniczy także w koalicji Lewica.